# Eutropis multifasciata
Eutropis multifasciata (звичайний сонячний сцинк) — вид сцинкоподібних ящірок родини сцинкових (Scincidae). Мешкає в Південно-Східній Азії.

## Поширення і екологія
Звичайні сонячні сцинки мешкають у Північно-Східній Індії, на Андаманських і Нікобарських островах, на півдні Китаю, в Індокитаї (М'янма, Таїланд, В'єтнам, Лаос, Камбоджа), на Малайському півострові, на островах Малайського архіпелагу (Малайзія, Індонезія, Бруней, Філіппіни). Інтродуковані на Нову Гвінею і Тайвань, в Японію, Австралію і США. Вони живуть у вологих і сухих тропічних лісах, на плантаціях і в садах, на висоті до 1800 м над рівнем моря. живляться комахами та іншими безхребетними. Відкладають яйця.